# Aşağıoba, Serik
Aşağıoba là một xã thuộc huyện Serik, tỉnh Antalya, Thổ Nhĩ Kỳ. Dân số thời điểm năm 2011 là 701 người.